# Fuut
De fuut (Podiceps cristatus) is een vogel uit de familie van de futen (Podicipedidae). De wetenschappelijke naam van de soort werd in 1758 als Colymbus cristatus gepubliceerd door Carl Linnaeus.

## Veldkenmerken
Een fuut wordt gemiddeld 46 tot 51 cm lang. Het is een typische vogel van plassen, meren, rivieren en moerassen met riet. Zijn donkere oorpluimen geven hem een karakteristiek uiterlijk. Hij heeft een wit gezicht met een roodbruine en zwarte kraag eromheen die opgericht staat bij het baltsritueel. Zijn onderkant is wit, van boven is hij donker overgaand in roestbruin. Tussen oog en snavel zit een zwarte streep. De snavel is lang en puntig.
De poten hebben geen zwemvliezen, maar de tenen zijn wel voorzien van vliezige verbredingen. Doordat de poten vrij ver naar achteren op het lichaam staan, kan de fuut makkelijk zwemmen en duiken en kan hij een grote snelheid halen bij het zwemmen. Een zeer kenmerkende eigenschap is de mogelijkheid om redelijk lange afstanden onder water zwemmend af te leggen. Dit wordt gedaan om vis te bejagen, of om te vluchten bij gevaar. Futen kunnen zich door de plaatsing van de poten echter niet zo gemakkelijk lopend over het land voortbewegen. Nesten worden bij voorkeur dicht langs de waterkant gebouwd.
De jongen zijn zwart-wit gestreept en worden vaak door de ouders op de rug gedragen. Het ouderpaar begroet elkaar met een uitgebreid baltsritueel.

## Voedsel

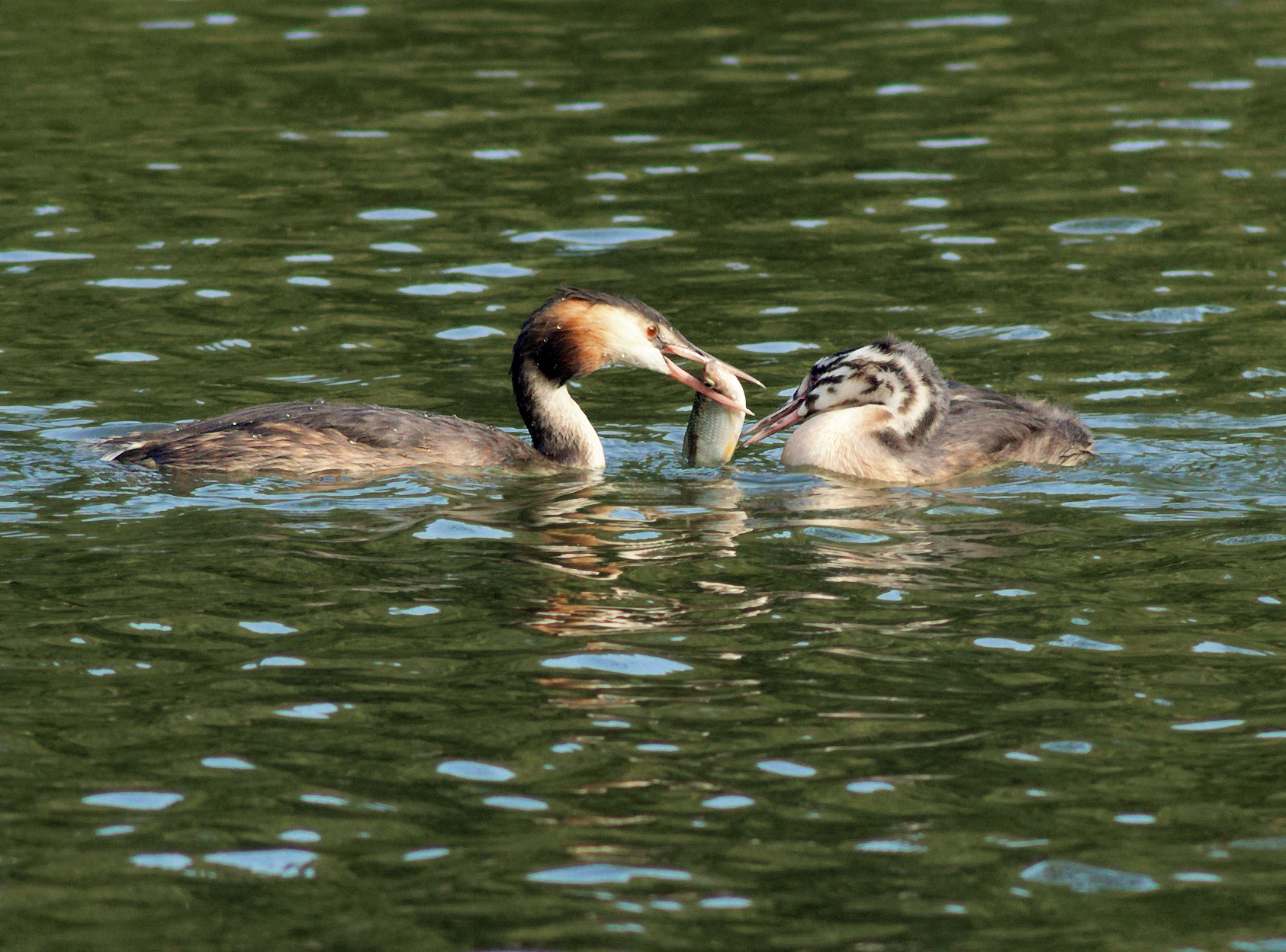
Fuut biedt jong voedsel aan

Een fuut leeft voornamelijk van vis van 2–10 cm, soms groter. De prooi wordt tot op een diepte van 2 tot 4 meter onder water achtervolgd. Een duik duurt zo'n halve minuut lang. In zeer helder water wordt soms vanaf het wateroppervlak gejaagd, dan kijkt de fuut met de kop onder water. Dit gebeurt doorgaans in de ochtend en in de namiddag. Ook worden wel insecten, schaaldieren (inclusief zeegarnalen), weekdieren, kikkervisjes en kikkers en planten gegeten. De vogel eet ongeveer 150-200 g voedsel per dag.

## Voortplanting en jongen

### Balts
Futen hebben een uitgebreid baltsgedrag. Ze voeren twee soorten dansen uit tijdens de balts. In de eerste dans gaan het mannetje en het wijfje zij aan zij over het wateroppervlak. Voor de tweede dans duiken zij onder water en komen ze terug boven met een bek vol plantenslierten. Dan zwemmen ze naar elkaar toe, met de hals gestrekt, en zwemmen tegen elkaar op, rechtop, met de borst uit het water geheven. Ze verwijderen zich dan van elkaar om elkaar daarna weer te naderen. De paring gebeurt op het water.

### Nest
In het voorjaar bouwt een futenpaar een speelnest op het water waarop ze uiteindelijk paren. Kort daarna bouwt het paar samen langs de waterkant een steviger drijvend nest, dat aan de oevervegegatie wordt verankerd. In het nest worden 3 tot 4 bleek-blauwgroene eieren gelegd, die later verkleuren tot geel en bruin. Beide ouders broeden die om beurten uit, hoewel het nest soms voor kortere tijd wordt verlaten. Dan worden de eieren met plantenresten afgedekt. In de broedperiode, die 23 tot 25 dagen duurt, kan de fuut minder goed vliegen, waardoor hij kwetsbaarder wordt voor verstoringen in zijn leefomgeving.

### Jongen

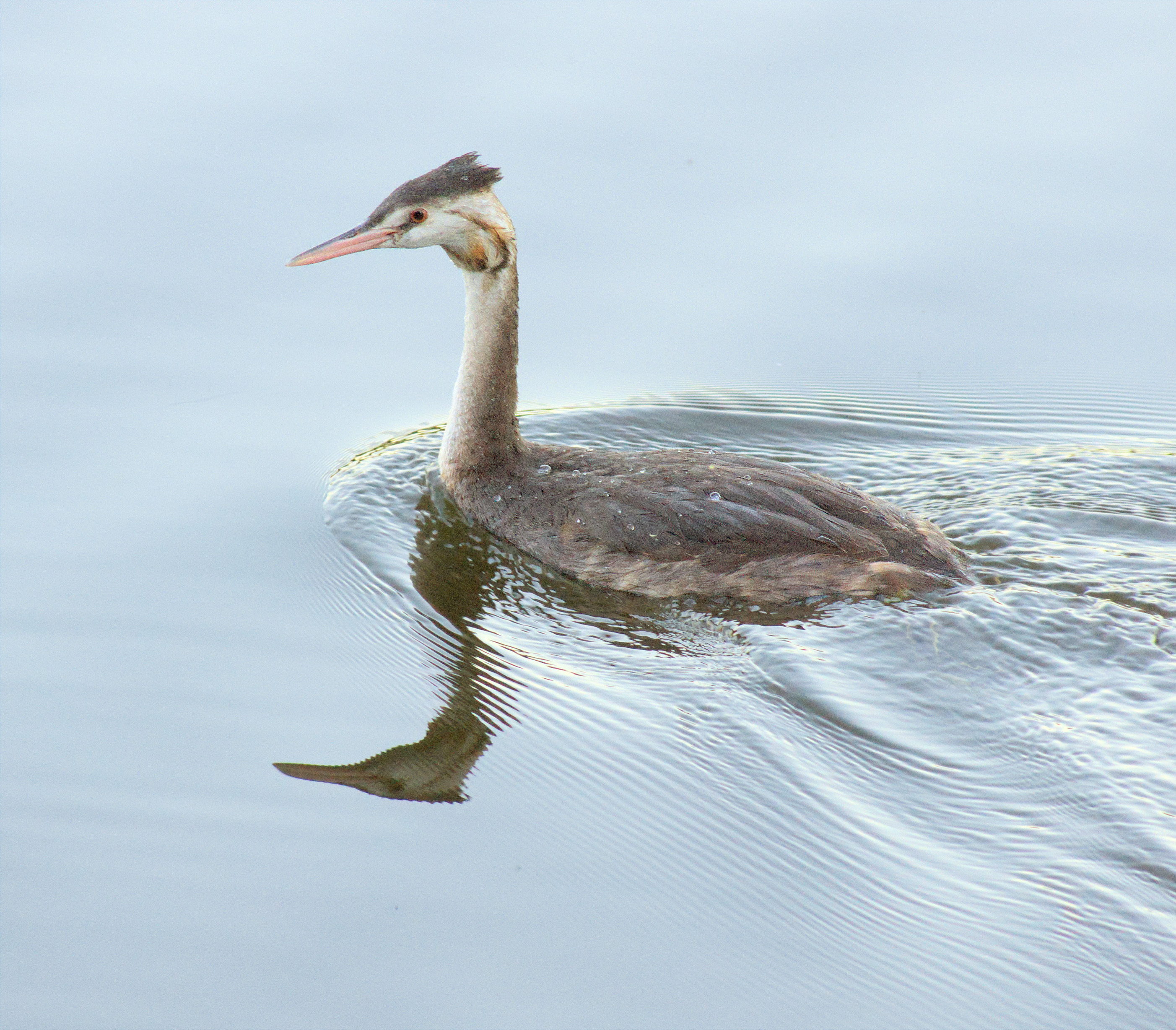
Jonge fuut

De kuikens hebben camouflagekleuren, die na enige tijd veranderen in het verenkleed van de ouders. De jongen zijn nestvlieders en zijn snel klaar voor het leven op het water. Enkele dagen nadat ze uit het ei zijn gekomen, kunnen de kuikens al zwemmen. Toch nemen de ouders de jongen vaak op de rug mee, zelfs tijdens het duiken. Op de rug zijn de kuikens beter beschermd tegen roofvissen en reigers. Na ongeveer tien weken zijn de jongen zelfstandig.

## Verspreiding
Behoudens een deel van Scandinavië komt de fuut in heel Europa en ook in Zuid-Afrika voor. Het is gedeeltelijk een trekvogel. Noordelijke futen kunnen in Nederland overwinteren, bijvoorbeeld rond het IJsselmeer en de Randmeren. Na de bouw van de Deltawerken kwamen grote populaties futen op in de Grevelingen.
De fuut broedt in Europa, Noord-Afrika en Klein-Azië.
Er worden 3 ondersoorten onderscheiden:
- P. c. cristatus: Eurazië
- P. c. infuscatus: Afrika
- P. c. australis: Australië, Tasmanië en het Zuidereiland (Nieuw-Zeeland)

## Video
- Baltsende futen